# Apeadero Incahuasi
Incahuasi es una estación ferroviaria ubicada en el departamento Rosario de Lerma, provincia de Salta, Argentina.

## Servicios
Se encuentra actualmente sin operaciones de pasajeros.
Sus vías corresponden al Ramal C14 del Ferrocarril General Belgrano por donde transitan formaciones de carga de la empresa estatal Trenes Argentinos Cargas.

## Toponimia
En quechua significa Casa del Inca. En las cercanías se encuentra el paraje llamado Las Cuevas, que sirvió de base para el Campamento de la V Sección de la construcción del ramal, en 1922, y cuyo jefe era el Ing. Hemán Pfister. Posteriormente, fue base de una cuadrilla de operarios ferroviarios dedicada al mantenimiento de la vía de ese sector.